# 祈り〜未来への歌声
『祈り〜未来への歌声』（いのり みらいへのうたごえ）は、「海上自衛隊東京音楽隊（指揮：河邊一彦）三宅由佳莉」のCDアルバム。2013年8月28日にユニバーサルミュージック合同会社から発売された。

## 概要
これまで数多く発表されている「海上自衛隊東京音楽隊」によるアルバムの中でも、“ヴォーカリスト”として東京音楽隊に配属されている自衛官・三宅由佳莉3等海曹をフィーチャーした初めての「歌と吹奏楽」のアルバム。高音質SHM-CD仕様で、収録曲のすべてに三宅のヴォーカルが入り“海上自衛隊東京音楽隊／三宅由佳莉”の標記でリリースされた。
アルバムタイトルに引用されるリード曲の「祈り〜a prayer」は、同音楽隊第16代隊長河邊制作のオリジナル曲で、2011年9月に初演、東日本大震災被災地での慰問演奏をはじめ各地で演奏された。
当時、専業歌手（声楽採用枠）の隊員は陸・海・空全自衛隊で三宅一人であり、“美しすぎる自衛官”“海上自衛隊初の歌姫”などと数々のメディアに取り上げられ話題となっていた。CD化されたいきさつは、ユニバーサルミュージックのマーケティング・マネージャーと、メディア宣伝担当が2011年12月、『スーパーニュース』の放送を観て、「歌も声も素晴らしく、心に訴えるものがある」と感じたことから、すぐさま社内会議で提案し、防衛省に飛び込みのかたちでオファーを投げかけたという。
アルバム発売に先立ちデジタル配信された『祈り〜A PRAYER (PIANO VERSION)』は「海上自衛隊東京音楽隊／三宅由佳莉」ではなく、「三宅由佳莉（海上自衛隊東京音楽隊所属）」の名義で、アルバムの商品紹介も「23万人の自衛官唯一のヴォーカリスト、三宅由佳莉が・・・」と、三宅を前面に出した販売促進が展開され、本アルバムは一般的に“三宅由佳莉のデビューCD”として認知された。
[公式サイトの商品紹介]
本アルバムは、2013年オリコン・ウィークリー・チャート（9/9付週間ランキング）のクラシック部門で初登場1位、総合部門18位を記録すると、クラシック部門で4週連続（9/9、16、23、30付）1位を獲得、通算で12週1位を記録した。総合部門の最高は15位（同年9/16付 ）。また、サウンドスキャンの週間クラシック・チャートでは通算で15週1位を獲得した。
本アルバムの出荷枚数は同年11月17日時点で6万枚を越え、「1万枚で大ヒット」と言われるクラシックのアルバムとしては異例の売り上げを記録し、Billboard JAPANチャートの「Top Classical Albums Sales」では、2013年と2014年において、年間総合ポイントによる“イヤーエンド”２位を記録した。

### リマスター（再発表）
2021年3月3日、リマスタリングされ88.2kHz/24bitのハイレゾ音源で配信された。ハイレゾ音源のリリースに際して、海上自衛隊音楽隊から以下のようなコメントが付された。

## 受賞
- 第55回日本レコード大賞企画賞[19][20]
- 第28回日本ゴールドディスク大賞　クラシック・アルバム・オブ・ザ・イヤー[21][22]
- 第６回CDショップ大賞クラシック賞[23][24]

## 収録内容
1. 祈り 〜 a prayer （piano version）
  - 作詞・作曲：河邊一彦
  - ※ピアノとのデュオ
2. 夢やぶれて（ミュージカル《レ・ミゼラブル》より）
  - 作詞：Alain Albert Boublil, Jean Marc Natel／作曲：Claude-Michel Schonberg／日本語訳詞：岩谷時子
3. 交響組曲《高千穂》〜第2楽章：仏法僧の森
  - 作詞・作曲：河邊一彦
4. スタンド・アローン（NHKドラマ『坂の上の雲』より）
  - 作詞：小山薫堂／作曲：久石譲
5. 花は咲く（「明日へ」NHK東日本大震災復興支援ソング）
  - 作詞：岩井俊二／作曲：菅野よう子
  - ※ピアノとのデュオ
6. 浜辺の歌
  - 作詞：林古渓／作曲：成田為三
7. ふるさと
  - 作詞：髙野辰之／作曲：岡野貞一
8. 翼をください
  - 作詞：山上路夫／作曲：村井邦彦
  - ※ピアノとのデュオ
9. トゥモロー（英語版） （ミュージカル《アニー》より）
  - 日本語詞：片桐和子／作詞：Martin Charnin／作曲：Charles Strouse
10. タイム・トゥ・セイ・グッバイ
  - 作詞：Lucio Quarantotto／作曲：Francesco Sartori）
11. アメイジング・グレイス
  - 作詞：John Newton（日本語詞：岩谷時子）／作曲：不詳／編曲：河邊一彦
12. 祈り〜a prayer （full version）
  - 作詞・作曲：河邊一彦

〈クレジット〉
- 指揮者　
  - 河邊一彦（東京音楽隊長2等海佐）
- パーソネル
  - ピアノ：太田紗和子（2等海曹）[注 2] [※ 1, 5, 8]
- 演奏者
  - 歌唱：三宅由佳莉（ソプラノ）（3等海曹）
  - 楽団：海上自衛隊東京音楽隊

［出典：］